# 632 (szám)
A 632 egy természetes szám, amely a 627 és a 629 között helyezkedik el.

## A szám a matematikában
A tízes számrendszerbeli 632-es a kettes számrendszerben 1001111000, a nyolcas számrendszerben 1170, a tizenhatos számrendszerben 278 alakban írható fel.
A 632 páros szám, összetett szám, kanonikus alakban a 23 · 791 szorzattal, normálalakban a 6,32 · 102 szorzattal írható fel. Tíz osztója van a természetes számok halmazán, ezek növekvő sorrendben: 1, 2, 4, 8, 11, 57, 79 158, 316 és 632.
A 632 négyzete 399 424, köbe 252 435 968, négyzetgyöke 25,13961, reciproka 0,0015822.